# Абхазский 160-й пехотный полк
160-й пехотный полк — пехотная воинская часть Русской императорской армии. Входила в состав 40-й пехотной дивизии.

## История
Сформирован на Кавказе 6 ноября 1863 года из 5-го резервного батальона 80-го пехотного Кабардинского полка, с добавлением нижних чинов из батальонов внутренней стражи и рекрут; в 1864 г. ему присвоен № 160-й.
Уже через полгода по сформировании, полк принял участие в экспедициях против горцев и проявил доблесть, свойственную испытанным в боях Кабардинцам. По окончании в 1864 г. покорения Кавказа, полк оставался там до 1866 г., принимая участие в проложении дорог, устройстве мостов, вырубке лесов, находясь постоянно в боевой готовности для отражения набегов отдельных партий горцев на мирных жителей. В 1866 г. Абхазцы вместе с другими полками 40-й пехотной дивизии были переведены в Казанский военный округ.
В 1877 году 40-я пехотная дивизия по случаю русско-турецкой войны была возвращена на Кавказ и приняла участие в военных действиях, при чём Абхазцы участвовали: 6 августа в демонстрации против войск Ахмеда Мухтара-паши у Аладжинских высот; 20—22 сентября в сражении у Аладжинских высот; 3 октября в операции против армии Мухтара-паши, завершившейся пленением 26 турецких таборов, и, наконец, в ночном штурме Карса 6 ноября 1877 г. Находясь в составе 7-й штурмовой колонны, предназначенной для действий против фортов Карадаг и Араб, полк получил особую задачу: одним батальоном атаковать находившийся за этими фортами турецкий лагерь, другим — ударить в тыл форта Араба, а третьим — поддерживать штурм. Когда колонна, имея в голове Абхазцев, незаметно приблизилась к лагерю, батальон Абхазцев перескочил траншею и бросился на турок в штыки. Этот штыковый бой привлёк внимание защитников форта, почему другому батальону пришлось атаковать его уже не с горжи, а в лоб. Достигнув вершины гласиса и спустившись в ров, Абхазцы по приставным лестницам быстро взобрались на вал, и после ожесточённого боя заставили защитников Араба бежать. Благодаря ночной атаке, потери в полку были незначительны: убито 14 нижних чинов и ранено и контужено 7 офицеров и 82 нижних чина. При этом штурме Абхазцы совершили целый ряд подвигов, из которых особенно выделяются: а) подвиг полкового священника, о. Фёдора Михайлова, шедшего с крестом в руках во время штурма, как и в других боях, впереди, причём крест дважды был выбит из его руки пулями, и епитрахиль его была в двух местах прострелена; при влезании по лестнице на вал священник был тяжело контужен; б) подвиг капитана Моисеева, командовавшего батальоном, штурмовавшим в лоб форт Араб; в) лихая атака барабанщика Дёмина с 2 рядовыми на толпу турок, из числа которых 8 человек было убито, а остальные обратились в бегство. По взятии Карса, полк был двинут к Эрзеруму, где вследствие тяжёлых условий боевой жизни, пережил сильную эпидемию тифа, унёсшую много жертв, в том числе и боевого командира полка, полковника графа О’Рурка.
В сентябре 1878 г. полк вернулся с Кавказа в Россию, в Казанский военный округ, откуда в 1892 г. был передвинут в Виленский военный округ, где и находился до 1905 г. С началом русско-японской войны из состава полка была выделена рота на доукомплектование 4-го Восточно-Сибирского стрелкового полка, а в начале 1905 г. и весь полк был двинут на театр военных действий. Принять, однако, в них участие полку почти не пришлось. Он всё лето, в жару и под проливными дождями, неустанно работал над укреплением Гунжулинской позиции, выстроив на протяжении 10 вёрст ряд окопов и 5 редутов большой профили со всеми усовершенствованиями. В период этих работ пешая и конная охотничьи команды полка, неся разведывательную и сторожевую службу, неоднократно участвовали в перестрелках с японцами, причём 8 охотников были удостоены награждения знаком отличия военного ордена.

## Походная церковь
Одновременно с формированием полка 6 ноября 1863 года была основана походная церковь. Сначала церковь находилась в каменном здании Борисоглебской церкви в Могилёве. Антиминс для неё, в честь Святого Георгия Победоносца, был освящён Архиепископом и Экзархом Грузии Евсевием 15 декабря 1863 г. С 24 сентября 1895 г. по октябрь 1903 г. церковь размещалась в здании кладбищенской Преображенской церкви в Гомеле, снесённой в начале XX в. Вследствие малой вместимости была переведена в казармы в центре Гомеля, где и находилась до 1905 г. С 1 января 1906 г. до вывода полка из Гомеля в 1914 г. церковь размещалась в новом каменном здании Георгиевской церкви.

## Знаки отличия полка
За боевые отличия в русско-турецкую войну Абхазский полк получил две награды:
1. Георгиевское знамя с надписью: «За взятие Карса 6 нояб. 1877 г.»
2. Знаки на головные уборы, с надписью:
  - во 2, 3 и 4 батальонах — «За отличие в турецкую войну 1877 и 1878 гг.», пожалованы 13.10.1878 г.;
  - в 1-м батальоне — «За отличие в 1814 г. и в турецкую войну 1877 и 1878 гг.» Первое отличие унаследовано от резервного батальона Кабардинского полка, второе отличие пожаловано 13.10.1878 г.

## Командиры полка
- 12.12.1863 — 23.02.1871 — полковник Романов, Фёдор Алексеевич
- 23.02.1871 — 14.01.1878 — полковник граф О’Рурк, Аполлон Иосифович
- 18.02.1878 — 12.03.1887 — полковник Араблинский, Балакиши Али бек оглы
- 16.03.1887 — 16.03.1892 — полковник Лавров, Николай Нилович
- 23.03.1892 — 24.10.1899 — полковник Перебаскин, Виктор Александрович
- 31.10.1899 — 06.07.1904 — полковник Сулимов, Николай Ильич
- 23.08.1904 — 29.10.1907 — полковник Вечей, Константин Воинович
- 11.12.1907 — 29.01.1911 — полковник Кусаков, Владимир Андреевич
- 29.01.1911 — 29.12.1914 — полковник Ливенцев, Николай Денисович
- 14.01.1915 — 30.09.1916 — полковник (с 24.07.1916 генерал-майор) Цыгальский, Михаил Викторович
- 28.10.1916 — 03.09.1917 — полковник Давыдов, Анатолий Иванович
- 19.10.1917 — хх.хх.хххх — полковник Страдецкий, Борис Алексеевич

## Известные люди, служившие в полку
- капельмейстер Яков Иосифович Богорад